# Saint-Côme-et-Maruéjols
Saint-Côme-et-Maruéjols este o comună în departamentul Gard din sudul Franței. În 2009 avea o populație de 774 de locuitori.

## Evoluția populației
| An        | 1975 | 1982 | 1990 | 1999 | 2006 | 2009 |
| --------- | ---- | ---- | ---- | ---- | ---- | ---- |
| Populație | 290  | 351  | 410  | 570  | 712  | 774  |